# Dany Laferrière
Dany Laferrière nascido Windsor Kléber Laferrière (Porto Príncipe, 13 de abril de 1953) é um jornalista, escritor e roteirista haitiano-canadense que escreve em francês. Recebeu o Prêmio Médicis 2009 por seu romance L'Énigme du retour. Foi eleito em 12 de dezembro de 2013 para a Academia Francesa.

## Biografia
Nascido em Porto Príncipe em 1953, é filho de Marie Nelson e Windsor Klébert Laferrière. Passou a infância com a avó em Petit-Goâve, um vilarejo bastante pobre, por medo de sua mãe de que ele sofresse alguma represália do regime de Jean-Claude Duvalier (ditador haitiano conhecido como Baby Doc), devido às ideias políticas de seu pai, que nessa época já vivia no exílio.
Aos 11 anos, voltou a viver com sua mãe em Porto Príncipe, onde concluiu seus estudos de segundo grau. Aos 19 anos, tornou-se cronista cultural da revista Le Petit Samedi Soir e na rádio Radio Haïti-Inter. Em 1 de junho de 1976, seu amigo jornalista Gasner Raymond é assassinado pelos Tontons Macoute (milícia paramilitar das ditaduras Duvalier). Temendo ser o próximo da lista, fugiu rapidamente para Montreal avisando apenas sua mãe. Em 1979, voltou ao Haiti por seis meses e encontrou Maggie, com quem mais tarde teria três filhas, todas nascidas fora do Haiti.
Novamente vivendo em Montreal como operário, em 1985 conseguiu publicar seu primeiro romance "Comment faire l’amour avec un Nègre sans se fatiguer" (Como fazer amor com um negro sem se cansar), título em grande parte responsável pelo seu sucesso, tendo até mesmo uma adaptação para o cinema de Jacques W. Benoît em 1989, além de ser traduzido em diversos idiomas.
Trabalhou em várias emissoras de TV como cronista e homem do tempo, sem deixar de lado sua atividade de escritor e roteirista. Esteve três vezes no Brasil: em 2006, quando participou da 19ª Bienal do Livro de São Paulo, realizou palestras na UFRGS e colaborou na promoção do filme "Rumo ao Sul", baseado em novelas de sua autoria;  em 2007, em Salvador, para o congresso da ABECAN (Associação Brasileira de Estudos Canadenses) e em julho de  2012 na programação da FLIP - Festival Literário de Paraty (RJ).

## Obra
Sua obra é marcada por influências biográficas muito fortes, transformadas com uma boa dose de ficção. Além disso, seus livros costumam retratar o próprio ato de produção do escritor, como é o caso de "Comment faire..." que fala de um escritor tentando publicar seu livro e sobreviver em Montreal. A crítica político-social também tem papel importante, como por exemplo em "Cette grenade dans la main du jeune Nègre est-elle une arme ou un fruit?" (Esta granada na mão do jovem negro é uma arma ou uma fruta?), onde o narrador relata sua viagem pelos EUA para escrever um livro sobre a vida nos EUA e sua visão desse universo tão particular.
Cada um de seus livros narra um momento diferente de sua vida, desde sua mais tenra infância no Haiti, como é o caso de "Odeur du café", até a busca do já adulto escritor por temas para sua obra e formas de conseguir publicá-la, como em "Cette grenade...". Alguns elementos sobrenaturais aparecem em seus textos, como uma herança cultural do povo haitiano, às vezes com boa dose de ironia, como em "Pays sans chapeau" (País sem chapéu), romance em que o narrador vai ao mundo dos mortos com a ajuda de uma espécie de feiticeiro e retorna para narrar o que viu do outro lado.<ref name="Ledevoir.com 2009-11-05">
Pays sans chapeau foi traduzido por Heloisa Caldeira Alves Moreira, inicialmente como parte de sua dissertação de mestrado, intitulada "Traduzindo uma obra crioula: 'Pays sans chapeau' de Dany Laferrière", defendida na Universidade de São Paulo. Em junho de 2011, a Editora 34 publicou uma nova versão do texto, revisado pela tradutora.